# Cătălin Lungu
Cătălin Lungu (n. 9 aprilie 1996, Chișinău, Republica Moldova), cunoscut și ca #zerodoi, este un actor, influencer și prezentator TV moldovean.

## Biografie
Cătălin Lungu s-a născut pe 9 aprilie 1996 în orașul Chișinău, Republica Moldova. 
Și-a făcut studiile de licență și masteratul la Academia de Muzică, Teatru și Arte Plastice (AMTAP), Facultatea Artă Teatrală, Coregrafică și Multimedia. Și-a început activitatea la Teatrul Municipal de Păpuși „Guguță” și la Teatrul „Luceafărul". A creat împreună cu Radu Șarbei proiectul #ZeroDoi. În prezent este influencer în mediul online, prezentator la Jurnal TV („ZeroDoi pe TV”, „Vreau la țară”, „Peste picior” în colaborare cu Andrei Bolocan ș.a.).
Este logodit cu soprana Ana Cernicova.

## Premii și distincții
- Premiul „Omul Anului” (2017)[1][6][7]
- Premiul președintelui UNITEM pentru regie (2019)[8][9]
- Nominalizare la Premiul pentru cel mai bun spectacol dramatic (2019)[8]
- Nominalizare la Premiul pentru cel mai valoros debut (2019)[8]
- Premiul „Omul Anului” (2023)[1][10]
- Titlul onorific „Maestru în Artă” (2023)[1][11][12]